# Alexander Salvator von Pereira
Alexander Salvator Freiherr von Pereira (* 9. April 1850 in Blasewitz bei Dresden; † 6. Oktober 1917) war ein sächsischer Militär und päpstlicher Kammerherr.

## Leben
Sein Name Pereira geht auf portugiesische Vorfahren zurück, die sich 1720 in Wien niedergelassen hatten. Diese bildeten das Freiherrengeschlecht Pereira-Arnstein, zu dem auch Fanny von Arnstein gehörte. Er selbst war Sohn des großherzoglich-hessischen Kammerherrn Salvator von Pereira und dessen Ehefrau Emilie von Kochtizky. Er trat 1866 in den Kadettenkorps der sächsischen Armee ein und avancierte 1869 zum Fähnrich sowie 1870 zum Leutnant. In dieser Eigenschaft nahm er am Krieg gegen Frankreich teil. Er wurde 1874 zum Oberleutnant und wurde dann für drei Jahre auf die Preußische Kriegsakademie in Berlin abkommandiert. Nach Rückkehr wurde er Zugführer und stellvertretender Kompanieführer der 2. Kompanie des Grenadier-Regiment „Kaiser Wilhelm, König von Preußen“ (2. Königlich Sächsisches) Nr. 101. 1878 erfolgte seine Versetzung zur 4. Kompanie des Regiments. 1879 wurde er dann in das sächsische Kriegsministerium abkommandiert, wo er 1881 zum Hauptmann befördert wurde. Er heiratete im selben Jahre Clara von Kochtizky. Er diente die folgenden Jahre weiter im Kriegsministerium, wurde am 7. September 1889 zum Major befördert und kehrte 1891 zur Truppe zurück. Er wurde dabei Bataillonskommandeur des I. Bataillons des 1. Königlich Sächsischen Leib-Grenadier-Regiment Nr. 100 und in dieser Eigenschaft am 18. Oktober 1893 zum Oberstleutnant befördert. 1894 wurde er Kommandant der Festung Königstein und in dieser Eigenschaft am 11. Dezember 1896 zum Oberst befördert. Am 25. Mai 1899 wurde er unter Abschiedsgesuch zur Disposition gestellt. 
Im Ruhestand wurde er unter anderem Vorstand des Sidonienheims. Er war Mitgründer des katholischen Pressvereins für das Königreich Sachsen. Nach Gründung der Saxonia Buchdruckerei GmbH nahm er einen Geschäftsanteil und wurde in den Aufsichtsrat gewählt. Er war Angehöriger des sächsischen Zentrums. Er wurde 1902 von Papst Leo XIII. mit der Würde eines Ehren-Kämmerers di spada e cappa verliehen wurden. Sein Grabmal befindet sich auf dem Neuen Katholischen Friedhof in Dresden. Nach Ausbruch des Ersten Weltkrieges ließ er sich auf eigenen Wunsch reaktivieren.

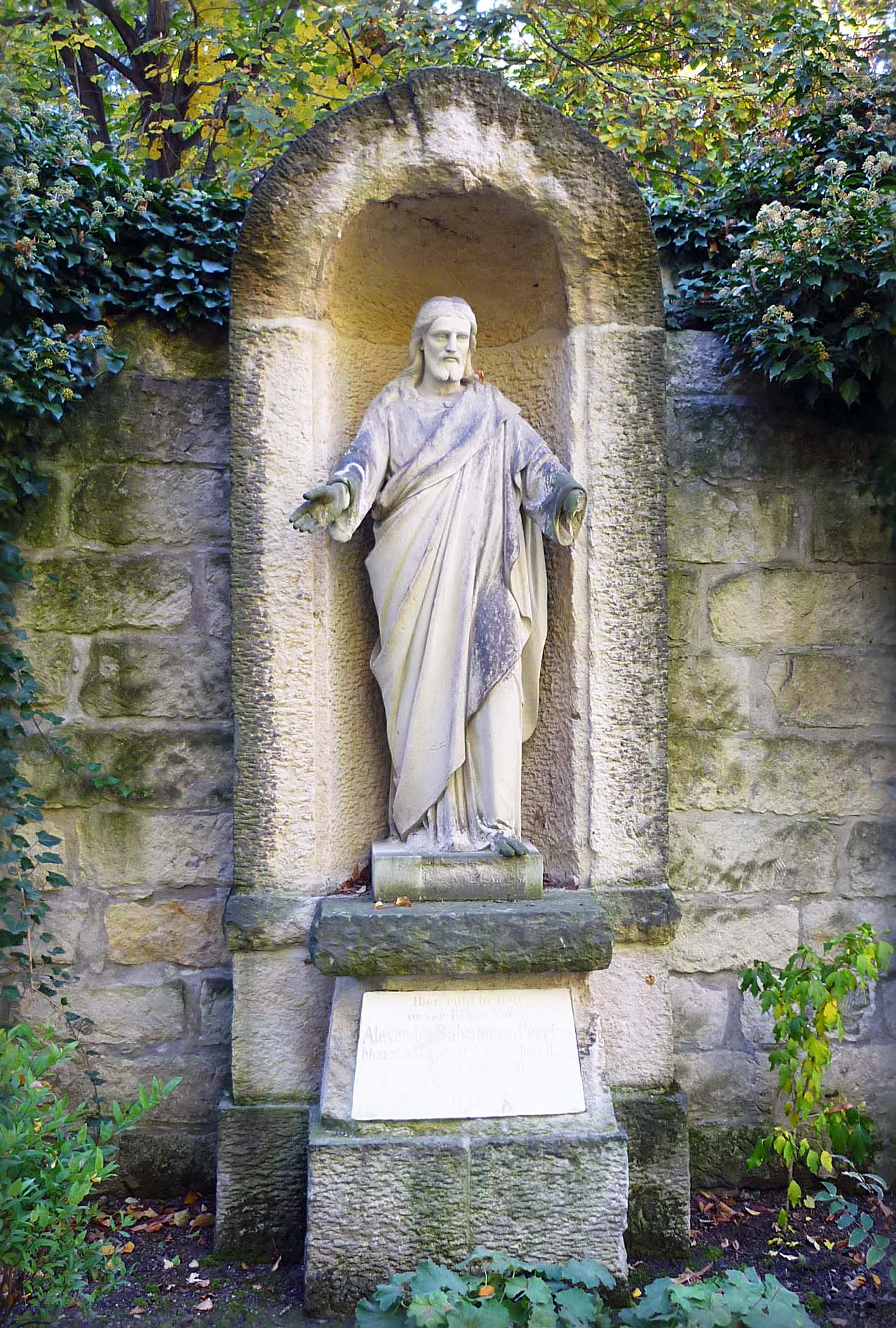
Grabmal des Alexander Salvator von Pereira
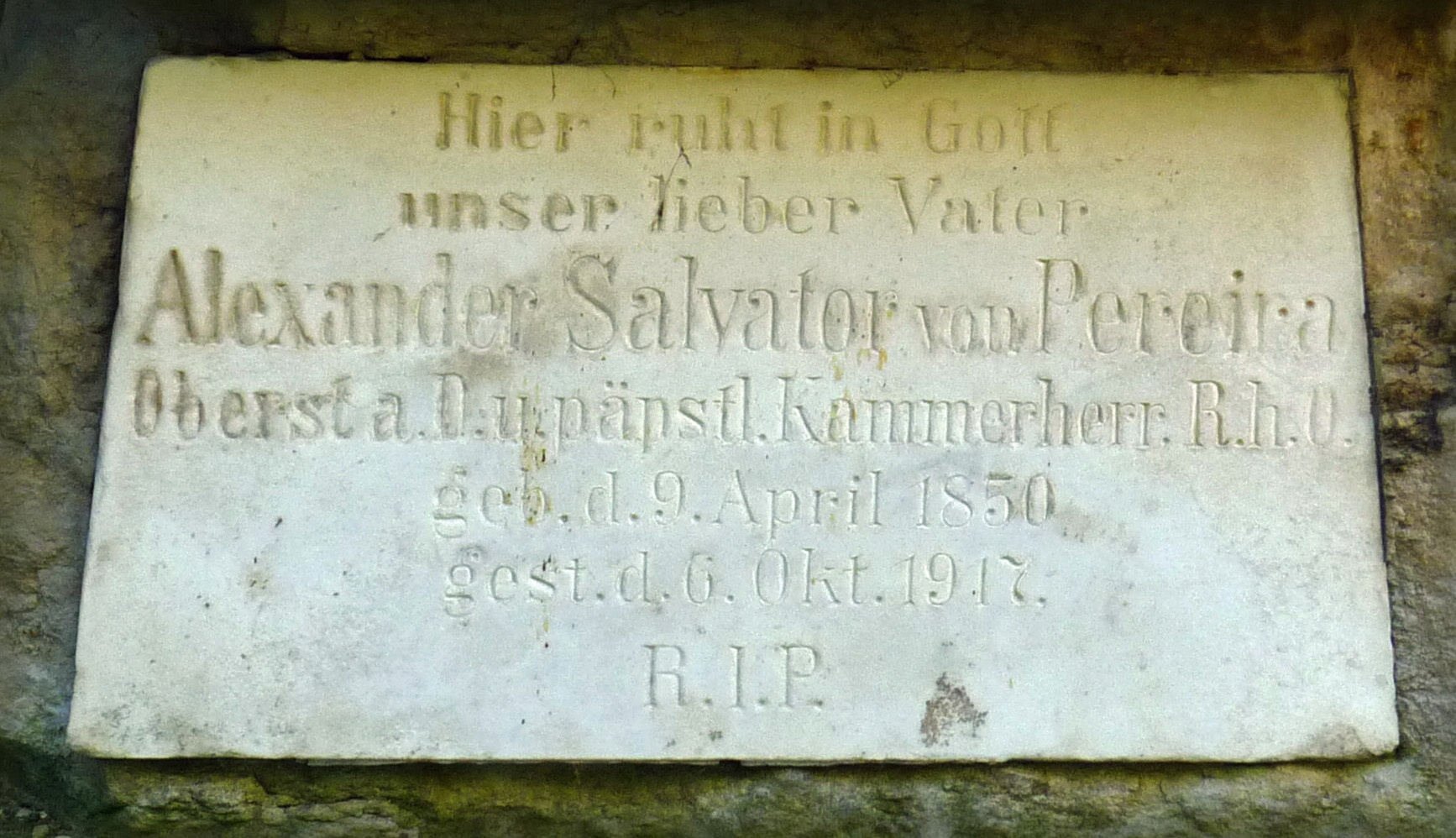
Grabinschrift